# Scophthalmus rhombus
Calcanul mic este o specie de pești din familia Scophthalmidae.
Poate fi găsit în Atlanticul de nord-est, Marea Neagră, Marea
Baltică și Mediterană, în principal în apele mai adânci în larg.
Trăieste pe funduri nisipoase sau mixte.
Lungimea sa este de 25-30 cm, dar poate atinge și 75 cm.
Se hrăneste cu pești vii de fund și crustacei mai mari.
Carnea sa este mai puțin aromată decât a calcanului mare. 
Neamenintat cu disparitia. Pescuit controlat. Originea speciei : Nativa.